# Cumberland

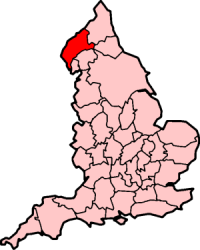
Xứ Cumberland trên lãnh thô xứ Anh.

Cumberland là một vùng lịch sử ở Tây Bắc nước Anh có chức năng hành chính từ thế kỷ 12 cho đến năm 1974. Nó giáp với Northumberland ở phía Đông, hạt Durham về phía Đông Nam, Westmorland và Lancashire ở phía Nam và các hạt Dumfriesshire và Roxburghshire của Scotland ở phía Bắc. Nó là một khu vực lịch sử và tước hiệu hoàng gia có ý nghĩa sâu sắc trong lịch sử Vương quốc Anh. Trước khi được hợp nhất với hạt Westmorland và phần còn lại của hạt Lancashire, Cumberland là một hạt riêng biệt, nằm ở khu vực phía tây bắc nước Anh. Vị trí của nó, giáp với Biển Ireland, khiến nơi đây có một cảnh quan thiên nhiên tuyệt đẹp, bao gồm các vùng đất núi non và bờ biển hùng vĩ. Hạt Cumberland không chỉ nổi bật với vẻ đẹp tự nhiên mà còn có một vai trò quan trọng trong lịch sử quân sự và chính trị Anh, đặc biệt là trong các cuộc chiến tranh giữa Anh và Scotland vào thế kỷ 14, khi đây là khu vực chiến lược quan trọng.
Ngoài vai trò địa lý, Cumberland còn gắn liền với các tước hiệu hoàng gia. Tước hiệu Công tước xứ Cumberland (Duke of Cumberland) lần đầu tiên được tạo ra vào thế kỷ 18, và được cấp cho Vương tử William, Công tước xứ Cumberland, con trai của vua George II. Người mang tước hiệu này không chỉ có trách nhiệm về mặt lễ nghi trong gia đình hoàng gia mà còn giữ một vai trò quan trọng trong các sự kiện và chính sách của nhà nước.
Trong lịch sử, Vương tử Henry, Công tước xứ Cumberland và Strathearn, em trai của vua George II, là một trong những người nổi bật mang tước hiệu này. Tước hiệu Công tước xứ Cumberland cũng xuất hiện trong tên của các thành viên khác trong gia đình hoàng gia, thể hiện sự vinh danh đối với công tước của khu vực này. Thông qua tước hiệu, các công tước và hoàng tử mang tên Cumberland không chỉ được nhìn nhận như những thành viên có vai trò quan trọng trong gia đình hoàng gia mà còn được trao quyền lực và sự tôn trọng trong xã hội.
Tước hiệu Công tước Cumberland cũng gắn liền với nhiều câu chuyện lịch sử thú vị, đặc biệt là trong những cuộc xung đột quân sự, như Trận Culloden năm 1746, nơi William, Công tước xứ Cumberland trở thành một nhân vật gây tranh cãi sau khi chỉ huy quân Anh đánh bại quân Jacobite của Charles Edward Stuart. Chính vì vậy, tên gọi Cumberland không chỉ gắn liền với một vùng đất mà còn là một phần quan trọng trong câu chuyện lịch sử phong phú của nước Anh.